# Kukkala
Kukkala is een geslacht van hooiwagens uit de familie Assamiidae.
De wetenschappelijke naam Kukkala is voor het eerst geldig gepubliceerd door Roewer in 1929. 

## Soorten
Kukkala is monotypisch en omvat slechts de volgende soort:
- Kukkala trispinifrons